# Bevtoft
Bevtoft (tysk: Bevtoft eller Beftoft) er en lille by 3 km sydvest for Flyvestation Skrydstrup i Sønderjylland med 732 indbyggere  (2024).
Primærrute 24 går umiddelbart vest om byen og Gels Å lige nord for byen.
I den nordlige del af byen findes Bevtoft Kirke. 1 kilometer nordøst for byen findes Bevtoft Plantage.
Bevtoft blev i 2019 kåret til Årets Lokalsamfund i Haderslev Kommune efter at have genstartet byens købmand to gange, afholdt koncerter med blandt andet Sylvester Larsen, søn af Kim Larsen, og derudover formået at udvikle den lokale idrætsforening.[kilde mangler]
Byen har både kirke, skole, børnehave, købmand, idrætshal og forsamlingshus og tilbyder også udendørsaktiviteter i form af bålsted og shelter lige ved siden af Gels Å.
Bevtoft afholder den årlige byfest i slutningen af maj/starten af juni, hvor der arrangeres mudderløb, fællesspisning, banko, rundbold og en masse aktiviteter for de små. 
Bevtoft Ringridderforening blev stiftet i 1928 og afholder ringridning hvert år i maj for alle, der ønsker at deltage.
- Politikeren Hans Andersen Krüger drev fra 1841 Bevtoft Kro, hvor han også var født. Byens hovedgade "Krügersvej" er opkaldt efter ham.[2]
- Sangerinden Birthe Wilke har siden 1988 været bosat i Bevtoft.
- Frank Erichsen, kendt fra programmet Bonderøven, er født i Bevtoft.[3]

## Galleri
- Bevtoft Købmand 2019
- Bevtoft Kro
- Bevtoft Skole
- lille park syd for kirken